# Dénes Pócsik
Dénes Pócsik (ur. 9 marca 1940 w Kunágocie, zm. 20 listopada 2004 w Egerze) – węgierski piłkarz wodny. Trzykrotny medalista olimpijski.
Mierzący 195 cm wzrostu zawodnik na igrzyskach startował trzy razy (1964-1972) i za każdym razem zdobywał medale – po jednym w każdym kolorze. Był mistrzem Europy w 1962.